# 쓰레기 종량제
쓰레기 종량제(－從量制)는 전체 쓰레기 발생량을 줄일 목적으로, 배출되는 쓰레기의 양에 따라 요금을 부과하는 제도이다.
대한민국에서는 1994년 4월부터 일부 지역에서 시작되었으며, 1995년 1월 1일부터 전국적으로 시행되었다. 용량에 따라 비닐 규격 봉투의 크기를 다르게 하는 방법을 쓰고 있다. 이 밖에도 캔·플라스틱·종이류는 따로 수거하여 재활용하고 있다. 2016년 자원순환기본법이 제정됐다.
"쓰레기 종량제(Waste type quantity system)"는 1987년에 안건이 등록된 환경 보호 운동이다. 판매용 규격 봉투에 쓰레기를 담아 배출하는 방식이다.
이전의 방식은 각 가정의 쓰레기 통에 모아 지정 일, 시간에 정차 중인 쓰레기 차에 직접 가서 부어야했다. 이동과 처리 과정에서 먼지와 소음이 많이 발생하여 환경 미화를 해치고 있었다. 쓰레기 수거와 소각 등 발생 비용이 각 가정에 부과 되었으나 미납 사례가 많아서 효율성이 떨어지는 처리 방식으로 인식 되기 시작했다. 
"쓰레기 종량제"와 함께 새마을 운동 시기에 실시 되던 "분리 배출"도 차츰 체계적인 방식으로 시행 되기 시작했다.

## 종량제봉투의 종류
종량제봉투는 용도에 따라 다음의 기준에 따라 제작하되 자치단체 실정에 맞게 용량 조정이 가능하며, 이외에 처리방법에 따라 매립용(불연성), 소각용(가연성) 봉투로도 구분·제작 가능하다.
- - 일반용 봉투 용량: 1L, 2L,  3L, 5L, 10L, 20L, 30L, 50L, 75L, 100L
- - 재사용 종량제봉투: 3L, 5L, 10L, 20L, 30L
- - 공공용 봉투 용량: 30L, 50L, 100L
- - 1회용 비닐봉투 전용봉투 용량: 3L, 5L

## 일반 종량제봉투에 담아야 할 것들
- 전단지, 광고지,등 비닐 코팅지, 비닐이 함유된  물에 젖지 않는 종이
- 영수증, 전표, 금박지, 은박지, 음식물이 묻은 종이, 실크벽지, 부직포
- 기저귀, 폐휴지

## 같이 보기
- 오염자 부담 원칙(polluter pays principle)
- 쓰레기봉투